# New Zealand Geographic Board
Le New Zealand Geographic Board (NZGB) (en maori : Ngā Pou Taunaha ou Aotearoa) est un institut géographique constitué en vertu de la loi de 2008 portant sur le New Zealand Geographic Board (Ngā Pou Taunaha ou Aotearoa) et a été constitué en vertu de la loi de 1946 sur le New Zealand Geographic Board. Bien que ce soit une institution indépendante, il est responsable devant le ministre de l'information foncière. 
Il est responsable des noms géographiques et hydrographiques en Nouvelle-Zélande et dans ses eaux territoriales. Cela inclut la désignation de petits établissements urbains, de localités, de montagnes, de lacs, de rivières, de cascades, de ports et d’éléments naturels, ainsi que la recherche de noms maoris locaux. Dans la région antarctique de la mer de Ross, il a nommé de nombreuses caractéristiques géographiques. Il n'a pas le pouvoir de modifier les noms de rue, une responsabilité de l'organe local, ni le nom d'un pays. La Commission n’a autorité que sur les noms de lieux officiels, et la plupart des noms de lieux, y compris la plupart des villes, des ports et des étendues d’eau, n’ont pas été mentionnés dans la législation ni validés par des traités et ne sont donc pas officiels. 